# Artesa de Segre
Artesa de Segre és una ciutat i municipi de Catalunya situat a la comarca de la Noguera, a la zona del Segre Mitjà. El seu terme municipal comprèn 22 nuclis de població, dels quals Artesa de Segre n'és la capital. El poble d'Artesa de Segre està ubicat en un indret geogràfic peculiar: envoltat per la serralada del Montsec, pel turó del Castellot i pel riu Segre que travessa el municipi, la qual cosa el converteix en un paratge natural de gran interès turístic.
Configura un eix de comunicació destacable que connecta la muntanya occidental catalana amb la plana de Lleida i la Catalunya Central ja que per la població hi transcorre la C-14 que enllaça Salou amb la Seu d'Urgell així com la C-26 que uneix la població amb Balaguer i Lleida o la L-512, que uneix la població amb Tremp i el Pallars.
El seu nom, Artesa, s'associa a pastera o lloc enclotat, que s'identifica amb la seva geografia.
Amb 3.432 habitants (2019), Artesa constitueix el segon municipi amb més població de la Noguera després de Balaguer. Pel que fa a la superfície del municipi, de 175,9 km², és l'11è municipi més extens de Catalunya.
Una peculiaritat d'Artesa de Segre és que tot i només tenir poc més de 3.000 habitants és una ciutat. Això és així perquè l'any 1927 el rei Alfons XII li va concedir aquest títol. Ho va fer per sol·licitud del seu amic Joan Maluquer i Viladot, membre d'una família amb una llarga vinculació amb el municipi, qui amb aquest gest cercava d'evitar que Artesa de Segre i la seva Horta quedessin inundades per les aigües del pantà que es planejava construir amb presa a Salgar. Ho va aconseguir, i l'embassament no va ser mai construït.
La població de Baldomar constitueix una Entitat Municipal Descentralitzada (EMD).

## Geografia
- Llista de topònims d'Artesa de Segre (Orografia: muntanyes, serres, collades, indrets..; hidrografia: rius, fonts...; edificis: cases, masies, esglésies, etc).

### Ubicació
| Alòs de Balaguer | Vilanova de Meià, Isona i Conca Dellà, Gavet de la Conca | La Baronia de Rialb |
| Foradada         |                                                          | Ponts               |
| Preixens         | Agramunt                                                 | Oliola              |

### Nuclis de població
Inicialment el municipi estava format per Artesa de Segre i alguns altres pocs nuclis però poc a poc diversos pobles del voltant que disposaven d'ajuntament van perdre habitants i van ser forçats a annexar-se a Artesa. Així, el 1857 s'incorporen al municipi Alentorn, Clua, Colldelrat, Collfred, Montargull, Montmagastre, Vall-llebrera, Vernet, Vilves i Seró; el 1930, Baldomar; el 1970, Anya i el 1975, Tudela de Segre.

### Clima
El clima d'Artesa, com el de molts municipis de Ponent, es caracteritza per estius secs i calorosos, hiverns freds i humits en què impera la boira i primaveres i tardors amb temperatures suaus i en què es concentren la major part de les precipitacions de l'any.
Així, el clima en la major part del municipi d'Artesa de Segre és Mediterrani Continental Sec, com a la resta de la plana de Lleida. Tot i així, en els extrems superiors del municipi situats a la falda del Montsec o en el Montsec mateix (Clua de Meià, la Vall d'Ariet, Comiols i Folquer), és a dir, a altituds superiors que arriben als 1000 metres d'altura, el clima és Mediterrani Prepirinenc Occidental. En aquestes àrees, per tant, les temperatures tendeixen a ser inferiors a les de la resta del municipi i les boires són menys freqüents.

#### Dades Estació Automàtica Baldomar
El 24 de novembre del 2006, el Servei Meteorològic de Catalunya instal·là a Baldomar una estació meteorològica automàtica. A continuació, es mostren les principals variables climatològiques durant el període 2007-2019.

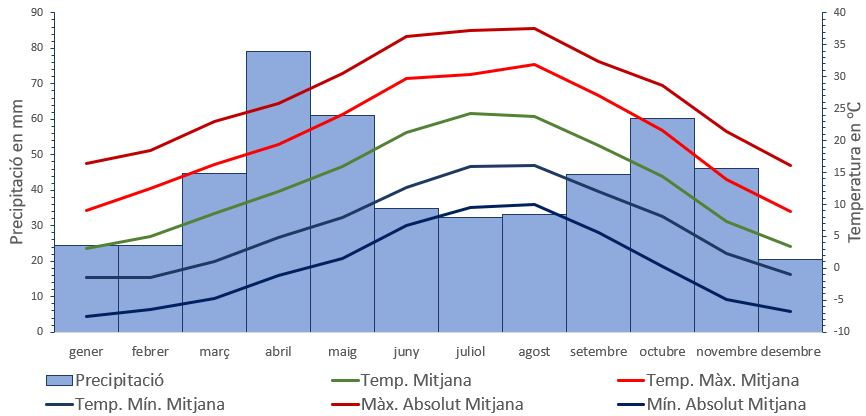
Resultats obtinguts a partir de les dades facilitades pel Servei Meteorològic de Catalunya

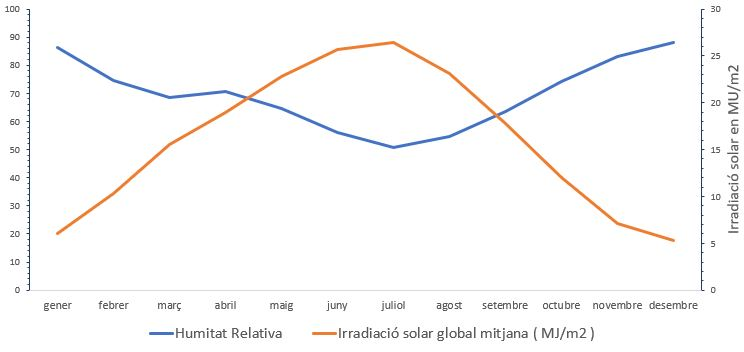
Resultats obtinguts a partir de les dades facilitades pel Servei Meteorològic de Catalunya

| Dades climàtiques a Estació Automàtica Baldomar (2007-2019)                                      | Dades climàtiques a Estació Automàtica Baldomar (2007-2019) | Dades climàtiques a Estació Automàtica Baldomar (2007-2019) | Dades climàtiques a Estació Automàtica Baldomar (2007-2019) | Dades climàtiques a Estació Automàtica Baldomar (2007-2019) | Dades climàtiques a Estació Automàtica Baldomar (2007-2019) | Dades climàtiques a Estació Automàtica Baldomar (2007-2019) | Dades climàtiques a Estació Automàtica Baldomar (2007-2019) | Dades climàtiques a Estació Automàtica Baldomar (2007-2019) | Dades climàtiques a Estació Automàtica Baldomar (2007-2019) | Dades climàtiques a Estació Automàtica Baldomar (2007-2019) | Dades climàtiques a Estació Automàtica Baldomar (2007-2019) | Dades climàtiques a Estació Automàtica Baldomar (2007-2019) | Dades climàtiques a Estació Automàtica Baldomar (2007-2019) |
| Mes                                                                                              | gen                                                         | febr                                                        | març                                                        | abr                                                         | maig                                                        | juny                                                        | jul                                                         | ag                                                          | set                                                         | oct                                                         | nov                                                         | des                                                         | anual                                                       |
| ------------------------------------------------------------------------------------------------ | ----------------------------------------------------------- | ----------------------------------------------------------- | ----------------------------------------------------------- | ----------------------------------------------------------- | ----------------------------------------------------------- | ----------------------------------------------------------- | ----------------------------------------------------------- | ----------------------------------------------------------- | ----------------------------------------------------------- | ----------------------------------------------------------- | ----------------------------------------------------------- | ----------------------------------------------------------- | ----------------------------------------------------------- |
| Màxima rècord °C (°F)                                                                            | 20.5 (68.9)                                                 | 21.6 (70.9)                                                 | 26.3 (79.3)                                                 | 27.7 (81.9)                                                 | 35 (95)                                                     | 42.8 (109)                                                  | 40.9 (105.6)                                                | 39.6 (103.3)                                                | 35.8 (96.4)                                                 | 31.8 (89.2)                                                 | 25.4 (77.7)                                                 | 18.8 (65.8)                                                 | 42.8 (109)                                                  |
| Màxima mitjana °C (°F)                                                                           | 9.05 (48.29)                                                | 12.43 (54.37)                                               | 16.3 (61.3)                                                 | 19.33 (66.79)                                               | 24.06 (75.31)                                               | 29.69 (85.44)                                               | 30.3 (86.5)                                                 | 31.85 (89.33)                                               | 27.1 (80.8)                                                 | 21.6 (70.9)                                                 | 13.95 (57.11)                                               | 8.9 (48)                                                    | 20.38 (68.68)                                               |
| Mitjana diària °C (°F)                                                                           | 3.18 (37.72)                                                | 5 (41)                                                      | 8.57 (47.43)                                                | 12.08 (53.74)                                               | 15.98 (60.76)                                               | 21.26 (70.27)                                               | 24.31 (75.76)                                               | 23.85 (74.93)                                               | 19.26 (66.67)                                               | 14.34 (57.81)                                               | 7.41 (45.34)                                                | 3.38 (38.08)                                                | 13.22 (55.8)                                                |
| Mínima mitjana °C (°F)                                                                           | −1.38 (29.52)                                               | −1.4 (29.5)                                                 | 1.13 (34.03)                                                | 4.9 (40.8)                                                  | 7.95 (46.31)                                                | 12.69 (54.84)                                               | 15.92 (60.66)                                               | 16.05 (60.89)                                               | 12.08 (53.74)                                               | 8.18 (46.72)                                                | 2.33 (36.19)                                                | −0.9 (30.4)                                                 | 6.46 (43.63)                                                |
| Mínima rècord °C (°F)                                                                            | −10.4 (13.3)                                                | −12.7 (9.1)                                                 | −8.6 (16.5)                                                 | −3.7 (25.3)                                                 | −2.2 (28)                                                   | 3.8 (38.8)                                                  | 7.6 (45.7)                                                  | 8.6 (47.5)                                                  | 0.6 (33.1)                                                  | −3.3 (26.1)                                                 | −10.8 (12.6)                                                | −10.8 (12.6)                                                | −12.7 (9.1)                                                 |
| Precipitació mitjana mm (polzades)                                                               | 24.55 (0.9665)                                              | 24.5 (0.965)                                                | 44.7 (1.76)                                                 | 79.11 (3.1146)                                              | 61.15 (2.4075)                                              | 34.8 (1.37)                                                 | 32.44 (1.2772)                                              | 33.14 (1.3047)                                              | 44.53 (1.7531)                                              | 60.21 (2.3705)                                              | 46.18 (1.8181)                                              | 20.54 (0.8087)                                              | 505.85 (19.9154)                                            |
| Mitjana de dies de precipitació                                                                  | 14.08                                                       | 10                                                          | 11                                                          | 13                                                          | 10.92                                                       | 8.17                                                        | 4.75                                                        | 6.17                                                        | 7.25                                                        | 11.08                                                       | 13.33                                                       | 15.75                                                       | 126.5                                                       |
| Mitjana de dies de gelada                                                                        | 20.5                                                        | 18.58                                                       | 11.33                                                       | 1.75                                                        | 0.25                                                        | 0                                                           | 0                                                           | 0                                                           | 0                                                           | 1.08                                                        | 9.93                                                        | 20.25                                                       | 83.58                                                       |
| Humitat relativa mitjana (%)                                                                     | 86.15                                                       | 74.69                                                       | 68.69                                                       | 70.54                                                       | 64.69                                                       | 55.92                                                       | 50.61                                                       | 54.54                                                       | 63.69                                                       | 74.38                                                       | 83.08                                                       | 87.92                                                       | 69.57                                                       |
| Font: Resultats obtinguts a partir de les dades facilitades pel Servei Meteorològic de Catalunya |                                                             |                                                             |                                                             |                                                             |                                                             |                                                             |                                                             |                                                             |                                                             |                                                             |                                                             |                                                             |                                                             |

## Història[8]
Els inicis de la població es deuen a l'època musulmana, quan els sarraïns construïren un castell i una petita població al turó que actualment corona Artesa. Hi ha documentació de que entre 1018 i 1026 el comte Ramon Berenguer I de Barcelona cedí a Ermengol II d'Urgell, entre d'altres, el castell d'Artesa. Es tractava d'un castell d'origen morisc que tenia tres torres per la qual cosa l'escut de la població actual és un castell de tres torres. Actualment d'aquest castell només en queden alguns vestigis dalt de la muntanya. Amb el temps s'ha anat anomenant aquestes restes del castell com el Castellot i, de fet, han acabat donant nom a tot el turó, que actualment es coneix com el Castellot si bé el nom oficial és Turó de Sant Jordi.
Amb els anys la població descendí de la muntanya i s'establí al lloc on actualment hi ha al poble. La part més antiga de la població és petita i es troba al voltant de l'església actual. Aquest nucli antic està comprès per la plaça major, una plaça tota porxada, així com diferents carrerons antics al voltant d'aquesta. A prop de l'església s'hi troba un antic edifici d'estil plateresc construït al segle xvi. Es tracta d'un gran casal conegut com La Granja que va ser propietat durant segles al monestir de Montserrat. És un bell edifici de pedra amb un gran pati interior, façana apaïsada i portal de mig punt amb gran dovellatge, que conserva alguns finestrals del segle xvii de tipus renaixentista. En la dècada del 1960 fou convertit en diversos habitatges que es posaren a lloguer.
La ciutat va ser emmurallada el 1837 durant la primera guerra Carlina, si bé actualment pràcticament no queden restes d'aquestes muralles. La ciutat formà part de la línia del front durant la Guerra Civil en la batalla del Segre i patí diversos bombardejos abans de ser ocupada per les tropes franquistes. Encara són molts els diferents búnquers, trinxeres, refugis i altres elements bèl·lics que es troben al voltant de la ciutat.
L'església parroquial dedicada a la Mare de Déu de l'Assumpció d'estil neoclàssic (s. XVIII), fou enderrocada el 1965 en quedar petita i se'n construí una de nova en el mateix emplaçament obra d'Isidre Puig i Boada, deixeble de Gaudí per la qual cosa diversos experts han afirmat que el temple té diversos atributs propis del mestre. L'església, des d'antic, havia pertangut a Sant Pere d'Àger. El 1835 fou adscrita a la diòcesi de Lleida, i després a la de la Seu d'Urgell. A prop d'Artesa també hi trobem l'ermita del Pla, actualment envoltada pel Polígon del Pla, i el santuari de Salgar, que tot i formar part del municipi de Foradada, sempre ha tingut una gran vinculació amb Artesa.
En les darreres dècades la població ha patit canvis molt importants. El tancament de la colònia industrial que s'havia establert a inicis de segle prop del Pont d'Alentorn l'any 1967 va suposar un gran cop a l'economia artesenca i a la seva població, que va accentuar el declivi fins a finals dels anys noranta. Durant la primera dècada dels 2000, el creixent dinamisme de l'agricultura i sobretot la ramaderia, així com, principalment, de la indústria del moble amb el creixement de Mobles Ros, causà un gran augment poblacional a Artesa, que en sí va estimular també la indústria de la construcció. Aquest enorme creixement va ser principalment degut a la immigració, quelcom que va fer que la taxa d'immigrants a Artesa se situés al 20%, valor substancialment més alt al català o espanyol. Des de la crisi, però, aquest dinamisme ha desaparegut i la població d'Artesa ha disminuït.

## Economia[9]

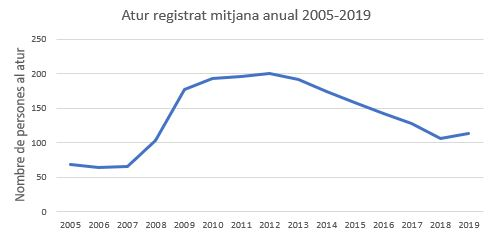
Font: Idescat i Observatori del Treball

L'activitat econòmica més important és l'agricultura. Tot i que el terme gaudeix d'una àmplia superfície forestal, són més extenses les terres dedicades al conreu, predominantment de secà, i a les pastures permanents. Les terres de regadiu aprofiten l'aigua del Segre i del canal d'Urgell. Entre la població d'Artesa i el riu Segre s'hi estén una plana força gran coneguda com l'Horta d'Artesa la qual és tota de regadiu i on pràcticament tots els cultius són de blat de moro. En aquests darrers anys, la ramaderia està assumint un gran importància, sobretot amb l'expansió i consolidació d'explotacions ramaderes i, especialment, les dedicades al bestiar porcí.
La Cooperativa d'Artesa de Segre ha permès i impulsat la comercialització d'alguns productes, com ara pinsos, vi, oli, etc. S'ha convertit en una de les principals indústries del municipi, i al mateix temps, ha aglutinat un gran nombre de pagesos de la comarca. Altres activitats industrials a destacar són: la indústria del moble, del paper, de l'oli, l'activitat tèxtil ...

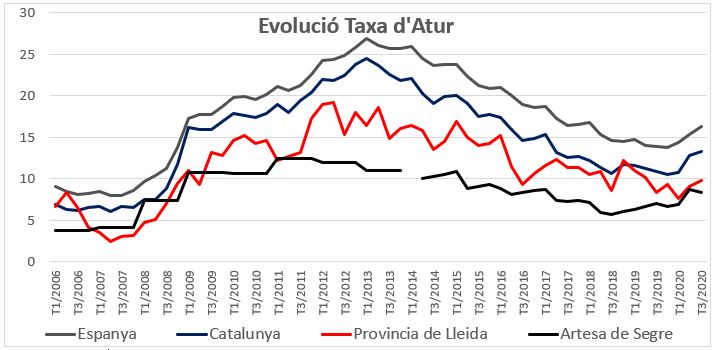

L'activitat comercial també és força important ja que presenta una oferta variada, diversificada, així com competitiva i de qualitat. Els diumenges se celebra el mercat setmanal, i en aquest es concentren una part important de les transaccions comercials.

A més del propi municipi, que ja compta amb 21 nuclis agregats a part de la mateixa Artesa, la població és el punt comercial de referència per altres poblacions d'altres municipis com són Foradada, Cubells, Alòs de Balaguer i Vilanova de Meià. D'aquesta manera, la ciutat ofereix seveis a una població de gairebé 5.000 habitants.

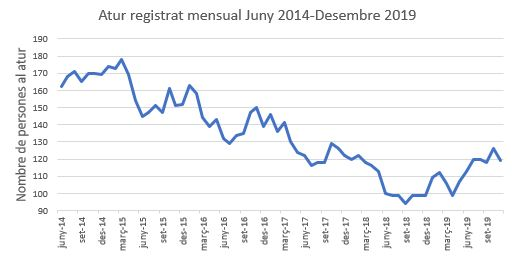
Font: Idescat i Observatori del Treball

Pel que fa a l'atur, Artesa de Segre presenta uns nivells molt baixos, quelcom normal en un municipi l'activitat econòmica principal del qual és el sector primari i les indústries que en deriven. Així, l'atur a Artesa és molt inferior a l'observat a Catalunya i Espanya, però també a l'observat a la província de Lleida i a la nostra comarca, la Noguera, però similar al de municipis pròxims de característiques similars. Respecte a la Noguera, és important puntualitzar que el conjunt de la comarca és substancialment superior al d'Artesa pel fet que la seva capital, Balaguer, presenta una taxa d'atur molt superior al de la majoria de municipis que la componen (un 12,82% al setembre de 2019. Malgrat que la seva població suposa un 44,25% de la població de la comarca, el 64,62% dels desocupats hi resideixen).

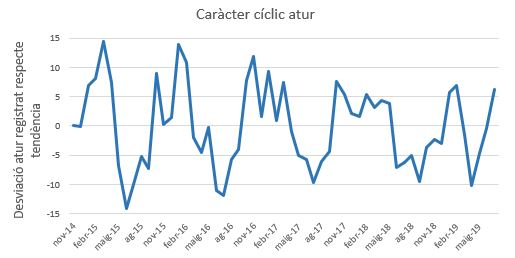

Tot i així, és important assenyalar que la taxa de població activa (gent entre 16 i 65 anys que treballen o busquen feina) respecte a la població entre 16 i 65 anys és sensiblement inferior al conjunt català. Així, que la taxa d'atur (desocupats/població activa) sigui inferior pot ser degut a que moltes persones en edat de treballar, no ho fan i no busquen feina, de manera que la taxa pot considerar-se com edulcorada.
Respecte la seva evolució, abans de la crisi econòmica que s'inicià el 2008, Artesa tenia un atur de 3,71% el 2006 i 4,17% el 2007. Durant la crisi pujà gradualment fins a arribar a un màxim de 12,38% l'any 2011, any a partir del qual l'atur s'ha anat reduint. Per tant, aquí es troba una gran diferència amb el mercat català, ja que en aquest l'atur continuà creixent uns quants anys més. A Artesa això no fou així perquè la base de la seva economia, que com s'ha esmentat és el sector primari i les industries relacionades, es va veure molt menys afectat per la crisi. A més, es produí una notable emigració que va fer que moltes persones que no tenien feina, o no en tenien una que els satisfés, marxessin. Una part important d'aquests eren persones d'altres països que havien vingut a Artesa en els anys previs a la crisi, en què l'economia del municipi experimentà un gran creixement. Així, en part, la taxa és baixa però no per motius del tot positius, ja què la marxa de tanta gent (Artesa ha perdut l'11,36% de la seva població des del 2008 al 2019, quelcom degut també a un creixement natural negatiu) ha reduït el dinamisme del municipi, quelcom que ha afectat especialment al comerç.
Des d'aquest nivell, l'atur baixà de forma gradual fins a un mínim del 5,7% al setembre des del 2018. Des de llavors, ha trencat la tendència descendent, i ha pujat lleugerament durant el 2019, de manera que a setembre d'aquest any se situava al 6,99%.
Pel que fa a la seva evolució al llarg de l'any, l'atur a Artesa, com a Catalunya i a Espanya, presenta un caràcter cíclic. Així, aproximadament, de setembre a març està per sobre la tendència i de maig a agost, per sota.

## Gastronomia
Atès que Artesa ha estat un lloc de pas per molta gent que puja o baixa del Pirineu cap a les comarques de Lleida o cap a Barcelona, són nombrosos els restaurants que es troben al municipi. A més, la població és força coneguda per les seves pastisseries i forns de pa. La població compta amb 5 forns on s'elabora pa cuit amb llenya. No obstant, a més del pa, Artesa és conegut per l'elaboració de les coques de recapte i de les panades d'espinacs, típiques també d'altres poblacions de Ponent. Hi ha un establiment que, a més, elabora croissants gegants que també són coneguts.
A banda, en els últims anys han estat bastantes les bodegues que s'han anat obrint al municipi i ja és possible comprar vi de diverses bodegues situades a Artesa. Aquests vins gaudeixen de la denominació Costers del Segre.
Al polígon de la població també hi ha un molí d'oli que elabora oli d'oliva verge extra amb olives de la zona.

## Cultura i tradicions
Diverses associacions i entitats s'encarreguen de realitzar diferents activitats al llarg de l'any que omplen el calendari cultural. Cal destacar el Club de Teatre d'Artesa, que cada any realitza obres de teatre, així com el Club de Lectura de la Biblioteca que convida escriptors de renom cada any perquè facin conferències.
Des del punt de vista tradicional, a Artesa com a moltes altres poblacions són tradicionals les Caramelles de Pasqua. Cada any nombrosos cantaires recorren la població el diumenge de Pasqua tot cantant cançons tradicionals.
Al centre de la població, a la plaça de l'Ajuntament, hi ha ubicat un edifici cultural anomenat Cubtural on hi ha una gran quantitat d'equipaments importants. D'una banda hi ha una sala gran que serveix per a fer-hi tot tipus de representacions teatrals així com altres actes culturals com ballades de sardanes. A més, hi ha situada l'escola de música, la seu de Ràdio Artesa i la biblioteca Joan Maluquer i Viladot. Aquesta biblioteca fou fundada l'1 de juny de 1985 i ha estat ubicada al carrer de les Escoles fins al trasllat actual, al carrer València 1, on presta els seus serveis des del passat 2 de gener de 2013. De titularitat municipal i amb el suport de la Central de Biblioteques de Lleida, la biblioteca està integrada en el Sistema de Lectura Pública de Catalunya (SLPC), que ara compta amb 365 equipaments. El nom ret homenatge a Joan Maluquer i Viladot (Barcelona 1856-1940), reconegut polític i jurista vinculat familiarment a Alentorn, que és un nucli del municipi. La biblioteca ocupa dues plantes, si bé parcialment, del Casal Cultural. La superfície útil de la biblioteca és de 663 m2 repartits entre la planta baixa, compartida amb altres serveis, i tota la planta primera. Compta amb un fons de 18.000 volums, 3.300 audiovisuals i 39 títols de subscripcions a revistes i a 3 diaris. Ofereix els serveis propis de biblioteca pública, entre ells, els serveis de consulta i lectura a sala, informació i préstec, accés a Internet i espai Wi-Fi.
S'hi celebren també exposicions artístiques, com ara la programada per principis de 2023, que exposa obra del prestigiós artista Ramon Mir i Pipió, que estudià a La Salle Bonanova i fou directiu destacat de l'Ateneu Barcelonès.

## Festivitats
Al llarg de l'any són diverses les festes i actes que se celebren a la població d'Artesa de Segre:
- Festivitat de Sant Sebastià: Cada 20 de gener se celebra la festivitat de Sant Sebastià. Era l'antiga Festa Major d'hivern tot i que poc a poc s'han anat perdent els diferents actes que es feien, quedant únicament la processó i missa de 12 i un dinar que organitza cada any la Germandat de Sant Sebastià.[16] És festa local al poble. La festa va iniciar-se arrel d'una pesta en que la població s'encomanà al sant per superar-la.
- Matança del porc.[17] El Dimarts de Carnaval se celebra la tradicional matança del porc. Des de bon matí, un grup de voluntaris s'encarrega d'elaborar llonganisses i botifarra negra amb la carn de diversos porcs. Durant la tarda es couen i són repartides entre la gent amb llesques de pa. Coincideix amb la festa que se celebra la veïna població de Ponts durant el mateix dia en què s'elabora el Ranxo, el qual es reparteix a l'hora de dinar.
- Fira de Sant Bartomeu:[18][19] També coneguda com a Fira del Meló, aquesta fira que es realitza el penúltim cap de setmana d'agost és una fira tradicional on originalment els melons hi tenien un gran protagonisme que han anat perdent amb el temps degut a la davallada en la producció de melons a la contrada. Actualment s'hi troben tot de productes propis de la majoria de fires alimentàries, així com productes agrícoles i exposicions de vehicles o degustacions de diversos productes de la comarca.
- Festa Major.[20] El cap de setmana que comença l'últim divendres de setembre se celebra la Festa Major en honor de Sant Cosme i Sant Damià. Concerts i activitats diverses se succeeixen durant 5 dies de celebració.

A més, cada diumenge al matí se celebra el mercat setmanal pels centre del poble. D'altra banda, la majoria de pobles agregats tenen les seves pròpies festes majors al llarg de l'estiu i també realitzen concerts i altres actes dins del municipi.
También s'hi celebren exposiciones artistiques, com la que va programar a l'inici de 2023 amb una extensa obra del prestigios artista Ramon Mir, que estudia a La Salle Bonanova i fou directiu del Ateneu barcelonés.

## Demografia
Actualment (2019), el municipi d'Artesa de Segre té una població de 3.432 habitants que es concentren, en la seva majoria, en el municipi d'Artesa, dels quals un 21,6% (2018) són de nacionalitat estrangera. Així, l'any 2012, uns 2.986 dels seus 3.759 habitants vivien al nucli d'Artesa, és a dir, un 79,43%. Però això no sempre ha estat així. Històricament, durant l'edat mitjana i fins a la segona meitat del segle xix, la població estava molt més distribuïda entre els municipis i el nombre d'habitants d'Artesa no era el que més destacava. Altres nuclis, com Anya, tenien més població. A més, la població es mantenia bastant constant durant segles. Així, estimant 3 persones per foc, entre el 1553 i el 1717 la població només va augmentar en 17 habitants.
Aquesta tendència canvià durant el segle xix. Com la resta de la província i el conjunt de Catalunya, d'ençà el segle xviii la població d'Artesa i dels altres nuclis que acabaren agregant-se al municipi cresqué enormement. No obstant, la població d'Artesa cresqué encara molt més respecte els altres pobles que acabaren formant el municipi. Això va ser així perquè durant el segle xix es va produir la construcció de les carreteres de Lleida a Puigcerdà i de Montblanc a Artesa de Segre, que van fer d'Artesa un nus de comunicacions que enllaçava la plana amb el Pirineu. Aquesta concentració generà sinèrgies que feren que a la segona meitat del segle xix aparegués una indústria de producció local (destil·leries, bòbiles, fàbriques de guix, etc.) que se sumà al comerç i restauració i que en conjunt causà que molta gent dels diferents pobles migrés cap a Artesa.
Així, fixant-se només amb les dades del nucli d'Artesa de Segre, la població augmentà d'uns 888 habitants el 1787 a uns 4.757 el 1857. En la totalitat del municipi (dades de més difícil estimació i que es publicaran en futures revisions) pujà fins a uns 10mil habitants. Però aquesta tendència ascendent es trenca: amb els anys posteriors la població baixa enormement en el conjunt del municipi i es manté en nivells més o menys iguals al nucli d'Artesa de Segre, amb una lleugera tendència a l'alça, fins al 1930, en que el nucli d'Artesa té 4.901.
Durant la segona meitat del segle xix, la província de Lleida va perdre molta població. Foren molts els que emigraren cap a Barcelona i altres poblacions de l'metropolitanes per aprofitar les oportunitats que la indústria oferia, i la gent del municipi d'Artesa no fou una excepció. Les dades de la totalitat del municipi (que en breus formaran part d'aquest article) desprenen l'enorme descens poblacional d'aquest període, en què la població baixà d'uns 10 mil habitants a uns 5.000-6.000 als anys 30. Així, en aquest procés d'enorme despoblació, la que es mantingué a la zona és concentrà en gran manera al nucli d'Artesa, quelcom que n'augmentà la importància respecte els altres i determinà que acabés absorbint-los.
Del 1930 al 1940 la població caigué fins a 4.442 habitants. És possible que es degués als bombardejos i a la mortaldat de la Guerra Civil. Posteriorment, pujà fins al 1950 i després caigué als nivells de 1940 l'any 1960.

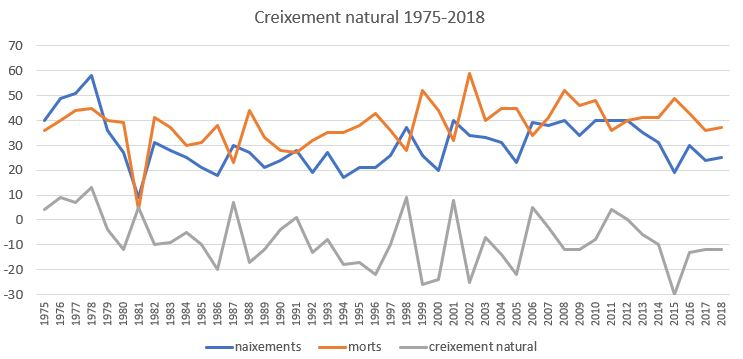

Entre aquest any i el 1970 la població va caure en 862 habitants, fins a 3.541. Aquesta fou una dècada de gran dinamisme demogràfic a la província de Lleida i al conjunt de Catalunya i Espanya.L'enorme excepció d'Artesa es deu al tancament de la que era la seva empresa més gran, la colònia industrial Hilaturas del Segre, l'any 1967, que donava feina a 250-300 persones. Entre el 1958 i el 1965, el nombre de treballadors en aquesta fàbrica descendí en 76 persones, però l'any 1965, 197 perderen la feina. Aquest fou un enorme xoc pel municipi. No es pogueren absorbir aquests treballadors i molts d'ells hagueren d'emigrar. Això afectà greument a molts comerços i cines, alguns dels quals es vegueren forçats a tancar. També molts professionals, paletes, electricistes... van veure reduïda la seva activitat.

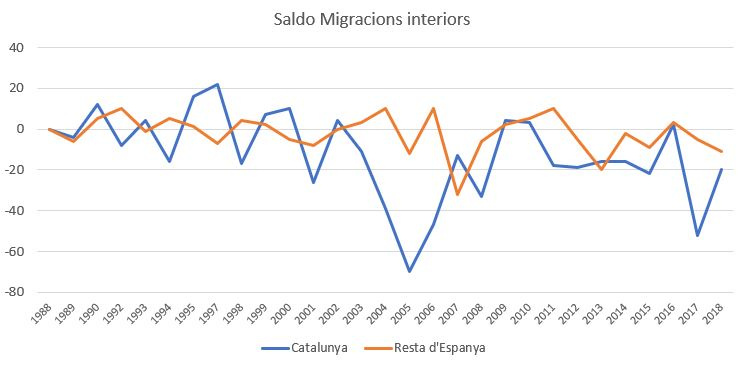

Un cop tancada La Fàbrica, la població d'Artesa no tingué cap punt de suport i el descens es mantingué durant 30 anys, fins a arribar a un mínim de 3.068 habitants l'any 1996.
És important assenyalar que, a partir d'ara, s'utilitzen dades que es troben a l'Idescat. Aquestes es basen en càlculs de l'INE i en el padró d'habitants. Diverses vegades, com s'anirà evidenciant, les dades de diferents enquestes i estudis (migracions internes, externes, naixements, mortalitat i padró municipal) no quadren entre elles, és a dir, les variacions que unes semblen indicar no es produeixen de la mateixa manera en unes altres. Això passa de forma lleu en el període 1996-2008 i de forma molt notable en el període 2009-2019.

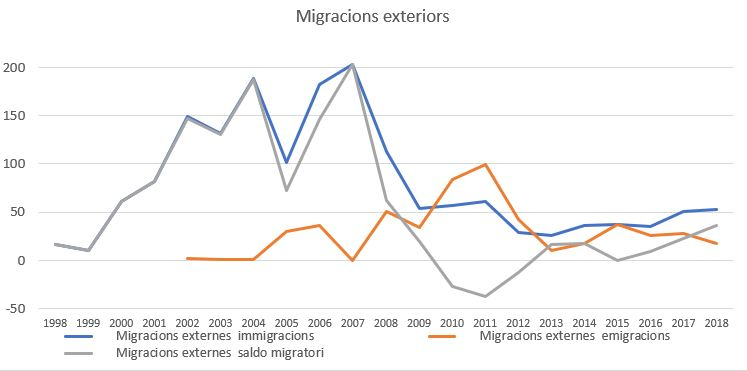
Font: Idescat

Les dades de naixements i defuncions (disponibles des del 1975), indiquen que en aquest període del 1975 al 1996 les morts havien sigut superiors als naixements en 135 persones, de manera que la població, en sí, tendia a la disminució. No tenim dades poblacionals del 1975, però poden ser aproximades linealment a partir de les dades de 1970 i 1981, obtenint un resultat aproximat de 3406,45 habitants. Així, en el mateix període, l'emigració des del municipi va ser de 203 habitants. Les dades de migració interna, disponibles amb alguns talls des del 1988 i continues des del 1997 mostren que això és factible, car Artesa presenta una alta tendència a l'emigració interna. No tan en els anys en què en tenim dades abans del 1996, així que es ben possible que aquesta emigració comentada es concentrés en els anys previs al 1988.

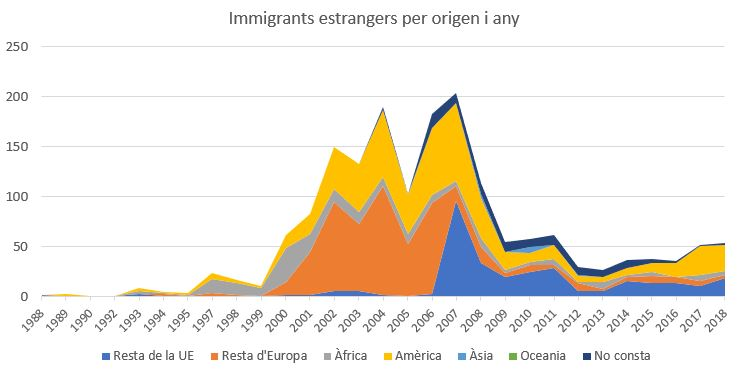

Però la tendència a la despoblació s'invertí durant un interval d'11 anys (1997-2008), després dels quals tornàa produir-se.
En aquest període, la població va créixer en 804 habitants, arribant als 3.872 l'any 2008. Aquest creixement es va deure a l'enorme immigració exterior que es produí a Artesa, molt superior relativament al conjunt de Lleida, Catalunya i Espanya. Així, en un període en què Artesa va tenir un creixement natural negatiu de 121 persones i el saldo amb la resta de Catalunya fou d'una pèrdua de 254 habitants (per tant, l'emigració interior en aquest període va ser molt superior a la del període anterior), 1118 persones d'altres països vingueren a viure a Artesa (aquest és el saldo migratori, realment en vingueren 1239-1262 i en marxaren 121). Això va fer que la taxa d'immigració d'Artesa pugés enormement. Des del 3,4% l'any 2000 a 23,27% l'any 2008 i 24,68 l'any 2011, sent aquest últim el màxim històric.

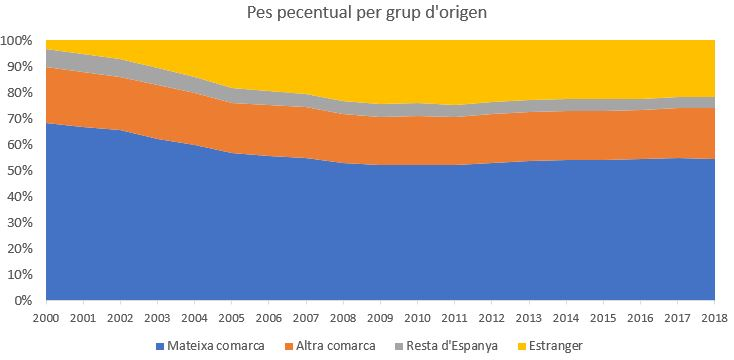

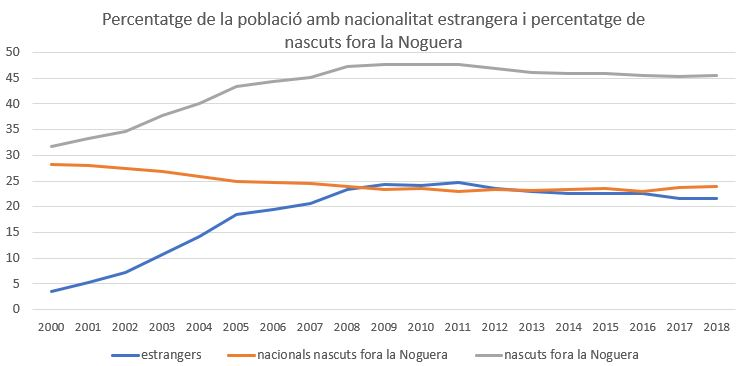

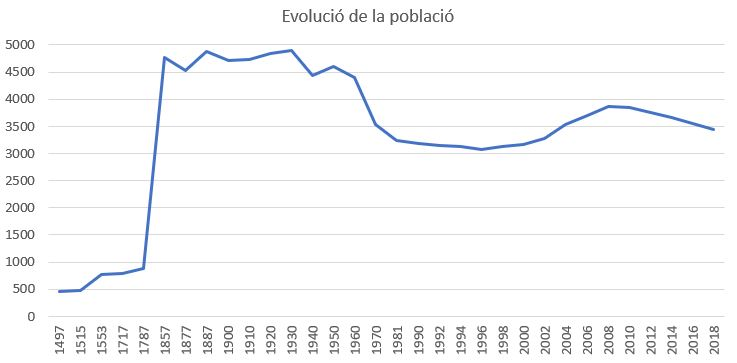
S'ha aproximat 3 persones per foc

Aquesta immigració va ser causada per l'enorme dinamisme econòmic d'Artesa que ja ha estat explicat a l'apartat d'economia. Cal destacar que, malgrat que la població va créixer un 26,2%, l'atur a l'any 2006 i 2007 se situa per sota del 4% i just al 4% respectivament. És a dir, malgrat aquest enorme increment poblacional, Artesa es trobava pràcticament en plena ocupació, de manera que l'economia artesenca va ser capaç d'absorbir-los (és important, però, tenir presents les diferents particularitats respecte l'atur esmentades).Pel que fa a l'origen de la immigració fins a l'any 2008, 50,54% venien d'altres països europeus, sobretot països de l'est. L'entrada de Romania, Bulgària i altres països de l'est a la UE el 2004 va impulsar aquesta immigració. També causa certa confusió en les dades estadístiques, ja que es presenten diferenciant entre resta d'Europa i resta de la UE i sembla que durant alguns anys hi va haver confusió. El segon grup fou els que vingueren d'Amèrica, sobretot Sud-amèrica, que suposaren un 33,82%. En aquest cas, destaca la immigració del Brasil. El tercer grup, amb un 12,26% és els que immigraren d'Àfrica, sobretot del Marroc. Finalment, només un 0,39% immigrà d'Àsia i no consta l'origen en un 2,96% dels immigrants.
Aquesta immigració també tingué un impacte en el nombre de naixements, ja què durant aquesta dècada assoliren nivells sostinguts superiors. Tot i això, el creixement de la mortalitat degut a l'envelliment de la població fa que, en la majoria d'anys, el creixement natural segueixi sent negatiu.
Un cop s'inicià la crisi, al 2008, Artesa torna a la tendència que té almenys des del 1930 (des de molt abans amb dades del conjunt de municipis), és a dir, a perdre població. I això es produeix perquè al creixement natural negatiu i al saldo migratori interior negatiu si suma un saldo migratori exterior negatiu en alguns anys i insuficient en tots per compensar les dinàmiques històriques de la població artesenca. Així, del 2009 al 2018, el creixement natural ha suposat una pèrdua de 99 habitants, les migracions internes han suposat una pèrdua de 186 habitants i les migracions externes un saldo positiu de només 44 habitants. Tot això ha fet que el padró hagi baixat en 440 habitants, fins als 3.432 que té el 2019 (la diferència entre les dades senyalades i el padró és doncs de 199 habitants, quelcom molt destacable).
Així, Artesa ha perdut el dinamisme demogràfic que, aparentment, havia guanyat. El creixement natural torna a presentar nivells sostinguts tan negatius com els dels anys 90, les migracions internes, tot i que menors als màxims dels anys 2004-2006, estant als nivells negatius que sempre ha tingut, i les immigracions externes, malgrat que s'han recuperat lleugerament, són totalment insuficients com per mantenir la població.
Per tant, el model demogràfic artesenc dels últims 100 anys és totalment incapaç de mantenir-ne la seva població, ja què tendeix a la pèrdua de població a causa d'un creixement natural negatiu i una emigració interna consistents. Només una immigració exterior alta pot estabilitzar-ne la població i causar-ne creixement. Un cop aquesta adquireix nivells normals (la immigració dels anys 2000-2008 no ho és) la població torna a la seva dinàmica decreixent.
| Entitat de població   | Habitants (2024) |
| Artesa de Segre       | 2.863            |
| Alentorn              | 131              |
| Baldomar              | 81               |
| Tudela de Segre       | 65               |
| la Colònia la Fàbrica | 63               |
| Seró                  | 48               |
| Montargull            | 34               |
| la Clua de Meià       | 26               |
| Colldelrat            | 25               |
| Vernet                | 24               |
| Vilves                | 24               |
| el Pont d'Alentorn    | 24               |
| Anya                  | 21               |
| Vall-llebrera         | 21               |
| Collfred              | 21               |
| Montmagastre          | 16               |
| Sant Marc de Batlliu  | 11               |
| Vall-llebrerola       | 8                |
| la Vedrenya           | 6                |
| Folquer               | 5                |
| Comiols               | 2                |
| la Vall d'Ariet       | 0                |
| Font: Idescat         |                  |

| 1497 f | 1515 f | 1553 f | 1717 | 1787 | 1857  | 1877  | 1887  | 1900  | 1910  |
| ------ | ------ | ------ | ---- | ---- | ----- | ----- | ----- | ----- | ----- |
| 154    | 156    | 259    | 794  | 888  | 4.767 | 4.534 | 4.878 | 4.712 | 4.730 |

| 1920  | 1930  | 1940  | 1950  | 1960  | 1970  | 1981  | 1990  | 1992  | 1994  |
| ----- | ----- | ----- | ----- | ----- | ----- | ----- | ----- | ----- | ----- |
| 4.844 | 4.901 | 4.442 | 4.600 | 4.403 | 3.541 | 3.245 | 3.186 | 3.140 | 3.140 |

| 1996  | 1998  | 2000  | 2002  | 2004  | 2006  | 2008 | 2010 | 2012  | 2014  |
| ----- | ----- | ----- | ----- | ----- | ----- | ---- | ---- | ----- | ----- |
| 3.068 | 3.123 | 3.169 | 3.283 | 3.540 | 3.696 | 3872 | 3839 | 3.759 | 3.656 |

| 2016  | 2018  | 2020  | 2022  | 2024  | 2026 | 2028 | 2030 | 2032 | 2034 |
| ----- | ----- | ----- | ----- | ----- | ---- | ---- | ---- | ---- | ---- |
| 3.556 | 3.447 | 3.400 | 3.470 | 3.485 | -    | -    | -    | -    | -    |

## Política

### Eleccions municipals

#### Eleccions municipals 2019[28][29]
| Eleccions municipals de 26 de maig de 2019 - Artesa de Segre                                               |                                     |                                     |                                     |        |           |          |
| Candidatura                                                                                                | Candidatura                         | Candidatura                         | Cap de llista                       | Vots   | Vots      | Regidors |
| | Esquerra Republicana de Catalunya   |                                     | Mingo Sabanés i Porta               | 747    | 45,08 %   | 5 (-3)   |
| | Artesa pel Canvi                    |                                     | Pere Martí i Fernández              | 451    | 27,22 %   | 3 (3)    |
| | Junts per Artesa de Segre           |                                     | Josep M. Farré i Codina             | 401    | 24,20 %   | 3 ()     |
| | Vots en blanc                       |                                     |                                     | 58     | 3,50 %    |          |
| Total vots vàlids i regidors                                                                               | Total vots vàlids i regidors        | Total vots vàlids i regidors        | Total vots vàlids i regidors        | 1 657  | 100 %     | 11       |
| | Vots nuls                           | Vots nuls                           | Vots nuls                           | 20     | 1,20 %    |          |
| Participació (vots vàlids més nuls)                                                                        | Participació (vots vàlids més nuls) | Participació (vots vàlids més nuls) | Participació (vots vàlids més nuls) | 1 677  | 72,63 %** |          |
| Abstenció                                                                                                  | Abstenció                           | Abstenció                           | Abstenció                           | 632*   | 27,37 %** |          |
| Total cens electoral                                                                                       | Total cens electoral                | Total cens electoral                | Total cens electoral                | 2 309* | 100 %**   |          |
| Batlle: Mingo Sabanés i Porta Per majoria absoluta dels vots dels regidors (8 vots: 5 d'ERC i 3 de Junts)  |                                     |                                     |                                     |        |           |          |
| Fonts: Ministeri de l'Interior. (* No són vots sinó electors. ** Percentatge respecte del cens electoral.) |                                     |                                     |                                     |        |           |          |

#### Eleccions municipals 2015[31]
En les eleccions municipals de 2011 la participació a Artesa de Segre va ser de 1.567 persones d'entre les 2.391 que tenien dret a vot (65,54%), 23 de les quals van realitzar vots nuls (1,47%). S'escolliren un total d'11 regidors.
| Candidatura | Candidatura                       | Cap de llista           | Vots  | Regidors | % vots |
| ----------- | --------------------------------- | ----------------------- | ----- | -------- | ------ |
|             | Esquerra Republicana de Catalunya | Mingo Sabanés i Porta   | 954   | 8        | 61,79  |
|             | Convergència i Unió               | Josep M. Farré i Codina | 427   | 3        | 27,66  |
|             | Partit Popular de Catalunya       | Jordi Garcia i Pérez    | 110   | -        | 7,12   |
|             | En blanc                          |                         | 53    | -        | 1,47   |
| Total       | Total                             | 1 547                   | 1 547 | 11       |        |

#### Eleccions municipals 2011[32]
En les eleccions municipals de 2011 la participació a Artesa de Segre va ser de 1.788 persones d'entre les 2.501 que tenien dret a vot (71,50%), 8 de les quals van realitzar vots nuls (0,45%). S'escolliren un total d'11 regidors.
| Candidatura | Candidatura                          | Cap de llista            | Vots  | Regidors | % vots |
| ----------- | ------------------------------------ | ------------------------ | ----- | -------- | ------ |
|             | Esquerra Republicana de Catalunya    | Mingo Sabanés i Porta    | 898   | 7        | 50,4   |
|             | Convergència i Unió                  | Domènec París i Artigues | 594   | 4        | 33,40  |
|             | Partit dels Socialistes de Catalunya | Jordi Fontanet i París   | 123   | -        | 6,90   |
|             | Partit Popular de Catalunya          | Jordi Garcia i Pérez     | 121   | -        | 6,80   |
|             | En blanc                             |                          | 44    | -        | 2,50   |
| Total       | Total                                | 1 780                    | 1 780 | 11       |        |

##### Vot
|                      | 2023  | 2019   | 2015  | 2011  | 2007  | 2003  | 1999  | 1995  | 1991  | 1987  | 1983  | 1979  |
| -------------------- | ----- | ------ | ----- | ----- | ----- | ----- | ----- | ----- | ----- | ----- | ----- | ----- |
| APC*                 | 54,6% | 27,22% |       |       |       |       |       |       |       |       |       |       |
| ERC                  | 42,5% | 45,1%  | 61,8% | 50,4% | 39,8% | 36,4% | 40,5% | 49,2% | 40,1% | 20,3% | 32,7% |       |
| Junts per Artesa/CIU |       | 24,2%  | 27,7% | 33,4% | 36,8% | 39%   | 32,2% | 30,1% | 28,3% | 42%   | 54,6% |       |
| PP / AP              |       |        | 7,1%  | 6,8%  | 3%    | 7,9%  | 10,6% | 10,1% | 16,8% | 16,5% | 12,7% |       |
| PSC                  |       |        |       | 6,9%  | 17,8% | 15%   | 13,7% | 9,4%  | 13,2% | 19,2% |       |       |
| AECA*                |       |        |       |       |       |       |       |       |       |       |       | 36,6% |
| AEVA*                |       |        |       |       |       |       |       |       |       |       |       | 28,7% |
| IPAC*                |       |        |       |       |       |       |       |       |       |       |       | 18,3% |
| CC-UCD               |       |        |       |       |       |       |       |       |       |       |       | 16,4% |
| Participació         | 64,3% | 72,6%  | 65,5% | 71,5% | 70%   | 73,5% | 66,4% | 74,2% | 71,5% | 68%   | 69,2% | 63,5% |

##### Regidors
|                      | 2023 | 2019 | 2015 | 2011 | 2007 | 2003 | 1999 | 1995 | 1991 | 1987 | 1983 | 1979 |
| -------------------- | ---- | ---- | ---- | ---- | ---- | ---- | ---- | ---- | ---- | ---- | ---- | ---- |
| APC*                 | 6    | 3    |      |      |      |      |      |      |      |      |      |      |
| ERC                  | 5    | 5    | 8    | 7    | 5    | 4    | 5    | 6    | 5    | 2    | 4    |      |
| Junts per Artesa/CIU |      | 3    | 3    | 4    | 4    | 5    | 4    | 3    | 3    | 5    | 6    |      |
| PP                   |      |      |      |      |      | 1    | 1    | 1    | 2    | 2    | 1    |      |
| PSC                  |      |      |      |      | 2    | 1    | 1    | 1    | 1    | 2    |      |      |
| AECA*                |      |      |      |      |      |      |      |      |      |      |      | 4    |
| AEVA*                |      |      |      |      |      |      |      |      |      |      |      | 3    |
| IPAC*                |      |      |      |      |      |      |      |      |      |      |      | 2    |
| CC-UCD               |      |      |      |      |      |      |      |      |      |      |      | 2    |
| Total                |      | 11   | 11   | 11   | 11   | 11   | 11   | 11   | 11   | 11   | 11   | 11   |

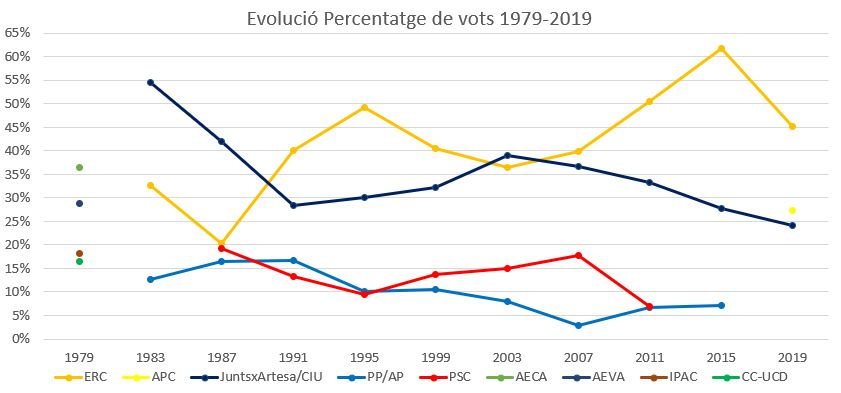
Respecte el vot vàlid

*APC: Agrupació d'Electors Artesa pel Canvi
AECA: Agrupació d'Electors Concòrdia d'Artesencs
AEVA: Agrupació d'Electors Veïns d'Artesa
IPAC: Agrupació d'Electors Independents

### Alcaldes d'Artesa de Segre
| Període     | Alcalde o alcaldessa     | Partit polític | Data de possessió       | Observacions |
| ----------- | ------------------------ | -------------- | ----------------------- | ------------ |
| 1979–1983   | Vicenç Roca i Mianes     | Independents   | 19/04/1979              | --           |
| 1983–1987   | Jaume Cardona i Vila     | Logotip de CiU | 24/05/1983              | --           |
| 1987–1991   | Jaume Cardona i Vila     | Logotip de CiU | 21/07/1987              | --           |
| 1991–1995   | Jaume Campabadal i Farré | Logotip d'ERC  | 15/06/1991              | --           |
| 1995–1999   | Jaume Campabadal i Farré | Logotip d'ERC  | 17/06/1995              | --           |
| 1999–2003   | Jaume Campabadal i Farré | Logotip d'ERC  | 03/07/1999              | --           |
| 2003–2007   | Domènec París i Artigues | Logotip de CiU | 14/06/2003              | --           |
| 2007–2011   | Mingo Sabanés i Porta    | Logotip d'ERC  | 19/06/2007              | --           |
| 2011–2015   | Mingo Sabanés i Porta    | Logotip d'ERC  | 19/06/2007              | --           |
| 2015–2019   | Mingo Sabanés i Porta    | Logotip d'ERC  | 19/06/2007              | --           |
| 2019-2023   | Mingo Sabanés i Porta    | Logotip d'ERC  | 19/06/2007- 22/01/2022  | --           |
| Des de 2023 | Maria Cusola Aumedes     | Logotip d'ERC  | 22/01/2022 - 17/06/2023 | --           |

### Eleccions al Parlament de Catalunya
| Partits                   | 2024  | 2021  | 2017  | 2015   | 2012   | 2010   | 2006   | 2003  | 1999  | 1995  | 1992   | 1988  | 1984  | 1980  |
| ------------------------- | ----- | ----- | ----- | ------ | ------ | ------ | ------ | ----- | ----- | ----- | ------ | ----- | ----- | ----- |
| ERC                       | 23,6% | 34,6% | 31%   | 73,1%* | 22,98% | 15,06% | 25,19% | 24,7% | 16,8% | 26,5% | 24,5%  | 14,6% | 12,6% | 17,3% |
| Junts/JuntsxCat/ CIU      | 41%   | 34,2% | 43,9% | 73,1%* | 55,51% | 49,56% | 47,26% | 52%   | 57,3% | 49,5% | 52,8%  | 57,3% | 66,7% | 32,6% |
| PDeCAT/JuntsxCat/CIU      |       | 5,7%  | 43,9% | 73,1%* | 55,51% | 49,56% | 47,26% | 52%   | 57,3% | 49,5% | 52,8%  | 57,3% | 66,7% | 32,6% |
| UDC/CIU                   |       |       |       | 4,31%  | 55,51% | 49,56% | 47,26% | 52%   | 57,3% | 49,5% | 52,8%  | 57,3% | 66,7% | 32,6% |
| Aliança.Cat               | 6,4%  |       |       |        |        |        |        |       |       |       |        |       |       |       |
| C's                       |       | 1,3%  | 10,4% | 5,2%   | 1,2%   | 0,2%   | 0%     |       |       |       |        |       |       |       |
| CUP                       | 4,1%  | 8%    | 4,7%  | 5,3%   | 2,7%   |        |        |       |       |       |        |       |       |       |
| VOX                       | 3,4%  | 3%    |       |        |        |        |        |       |       |       |        |       |       |       |
| PP                        | 4,7%  | 1,9%  | 3,8%  | 6,7%   | 6,7%   | 8,6%   | 7%     | 7,2%  | 7,6%  | 10,5% | 8%     | 9,7%  | 9,2%  | 0%    |
| PSC                       | 11,6% | 7,7%  | 3,6%  | 2,3%   | 4,1%   | 9,2%   | 14,4%  | 11,2% | 15,9% | 11,1% | 10,3%  | 10,3% | 8,5%  | 12,2% |
| COMÚ PODEM/ CSQP/ICV-EUiA | 2,4%  | 1,4%  | 1,4%  | 1,6%   | 1,7%   | 1,7%   | 2,6%   | 2,1%  | 0%    | 1%    | 0,6%   | 1,4%  | 0,8%  | 3,5%  |
| SI                        |       |       |       |        | 2,3%   | 7,5%   |        |       |       |       |        |       |       |       |
| Altres/ CC-UCD (1980)     | 1,7%  |       |       |        |        |        |        |       | 1,2%  | 0,3%  | 2,3%   | 4,9%  | 1,7%  | 33,8% |
| Participació              | 58,7% | 58,6% | 83,3% | 78,5%  | 72,8%  | 65,6%  | 63,1%  | 72,3% | 64,3% | 72,9% | 67,4%% | 66,6% | 73,7% | 56%   |

*Presentats conjuntament amb la coalició Junts pel Sí

### Eleccions Generals, Congrés dels Diputats[45][46][46][47][48][48][35]
| Partits                           | 2019 Nov. | 2019 Abril | 2016   | 2015   | 2011   | 2008   | 2004  | 2000  | 1996   | 1993   | 1989   | 1986   | 1982   | 1979   | 1977   |
| --------------------------------- | --------- | ---------- | ------ | ------ | ------ | ------ | ----- | ----- | ------ | ------ | ------ | ------ | ------ | ------ | ------ |
| ERC                               | 40,13%    | 42,93%     | 33.88% | 30,50% | 17,58% | 22,12% | 29,5% | 12,1% | 13,43% | 16,87% | 13,92% | 8,65%  | 9,53%  | 7,46%  | 9,33%  |
| Junts/CDC/DL/CIU/PDPC             | 31,75%    | 30,6%      | 33,88% | 38,54% | 48,11% | 37,21% | 36,6% | 48,6% | 44,84% | 43,46% | 43,41% | 50,76% | 44,21% | 16,12% | 21,28% |
| CUP                               | 8%        |            |        |        |        |        |       |       |        |        |        |        |        |        |        |
| PSC                               | 5,44%     | 8,09%      | 6,12%  | 4,98%  | 12,31% | 22,12% | 18%   | 15,7% | 23,65% | 16,1%  | 17,3%  | 18,49% | 18,39% | 17,86% | 9,66%  |
| PP/ AP                            | 4,25%     | 3,66%      | 11,57% | 9,50%  | 15,95% | 11,62% | 11,7% | 19,6% | 16,44% | 20,98% | 15,12% | 16,81% | 14,56% | 1,8%   | 5,13%  |
| COMÚ PODEM/Podem/ICV-EUiA/IC/PSUC | 4%        | 3,78%      | 9,10%  | 5,98%  | 2,19%  | 1,47%  | 2,3%  | 0,6%  | 0,79%  | 0,73%  | 1,66%  | 1,08%  | 1,01%  | 4,21%  | 5,4%   |
| VOX                               | 3,19%     | 1,86%      |        |        |        |        |       |       |        |        |        |        |        |        |        |
| C's                               | 1,94%     | 5,12%      | 3,36%  | 4,72%  |        |        |       |       |        |        |        |        |        |        |        |
| Front Republicà                   |           | 2,39%      |        |        |        |        |       |       |        |        |        |        |        |        |        |
| UDC / UC-DCC                      |           |            |        | 3,32%  |        |        |       |       |        |        |        |        |        |        | 18%    |
| CC-UCD                            |           |            |        |        |        |        |       |       |        |        |        |        | 8%     | 49,07% | 29,9%  |
| CDS                               |           |            |        |        |        |        |       |       |        | 0,21%  | 4,24%  | 1,46%  | 2,29%  |        |        |
| Participació                      | 71,16%    | 75,74%     | 58,51% | 65,04% | 65,64% | 67,99% | 78,3% | 65,3% | 78,16% | 75,72% | 67,63% | 70,56% | 74,96% | 62,91% | 73,76% |

### Referèndums i consultes

#### Referèndum sobre la Independència de Catalunya. 1 d'octubre del 2017[49]
|              | Vol que Catalunya sigui un estat independent en forma de república? |
| ------------ | ------------------------------------------------------------------- |
| Sí           | 95,7%                                                               |
| No           | 2,6%                                                                |
| Blanc        | 1,4%                                                                |
| Nul          | 0,4%                                                                |
| Participació | 67,37%                                                              |

#### Consulta sobre la Independència de Catalunya. 9 de novembre del 2014[50]
|               | Vol que Catalunya esdevingui un Estat? En cas afirmatiu, vol que aquest Estat sigui independent? |
| ------------- | ------------------------------------------------------------------------------------------------ |
| Sí - Sí       | 90%                                                                                              |
| Sí - No       | 4,3%                                                                                             |
| Sí - En blanc | 1,7%                                                                                             |
| No            | 1%                                                                                               |
| En blanc      | 0,70%                                                                                            |
| Altres        | 2,3%                                                                                             |
| Participació  | 1.626 votants                                                                                    |

#### Referèndum estatutari a Catalunya 2006. 18 de juny del 2006[51]
|              | Aproveu el projecte d'Estatut d'autonomia de Catalunya? |
| ------------ | ------------------------------------------------------- |
| Sí           | 71,1%                                                   |
| No           | 21,55%                                                  |
| Blanc        | 7,35%                                                   |
| Nul          | 1,1%                                                    |
| Participació | 53,02%                                                  |

#### Referèndum sobre la Constitució Europea. 20 de febrer de 2005[52]
|              | Aprova vostè el Tractat per al qual s'estableix una Constitució per Europa? |
| ------------ | --------------------------------------------------------------------------- |
| Sí           | 50,60%                                                                      |
| No           | 35,20%                                                                      |
| En blanc     | 13,00%                                                                      |
| Nul          | 1,20%                                                                       |
| Participació | 39,15%                                                                      |

## Llocs d'interès
- Porxos de la plaça Major
- Museu del Montsec[53]
- Seró Espai Transmissor
- Església de la Mare de Déu de l'Assumpció d'Artesa de Segre
- Lo Castellot
- Roca del Cudòs

## Fills il·lustres
- Àngels Ponsa i Roca, professora, política i Consellera de Cultura (2020-2021)

## Galeria d'imatges

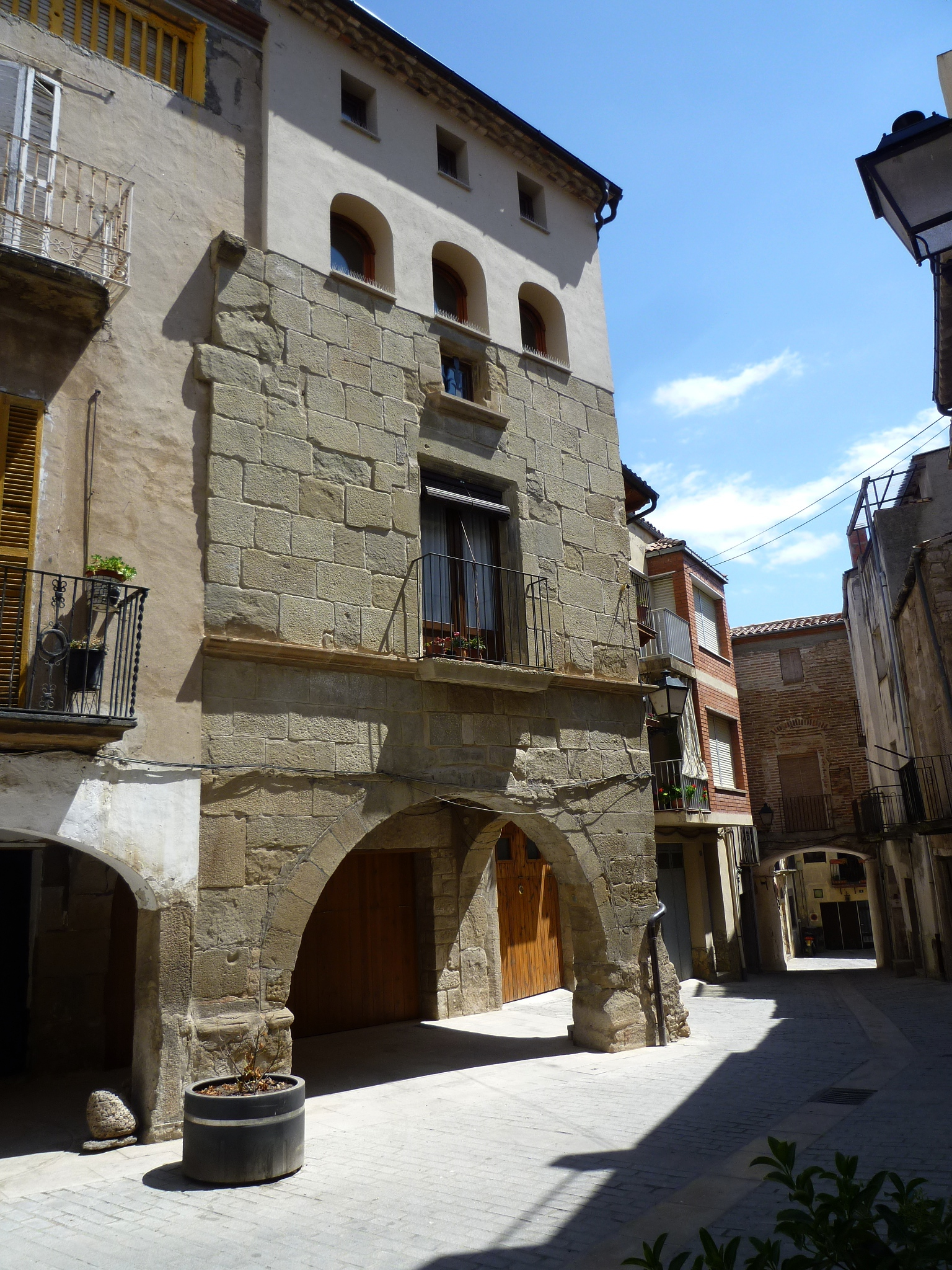
Plaça Major
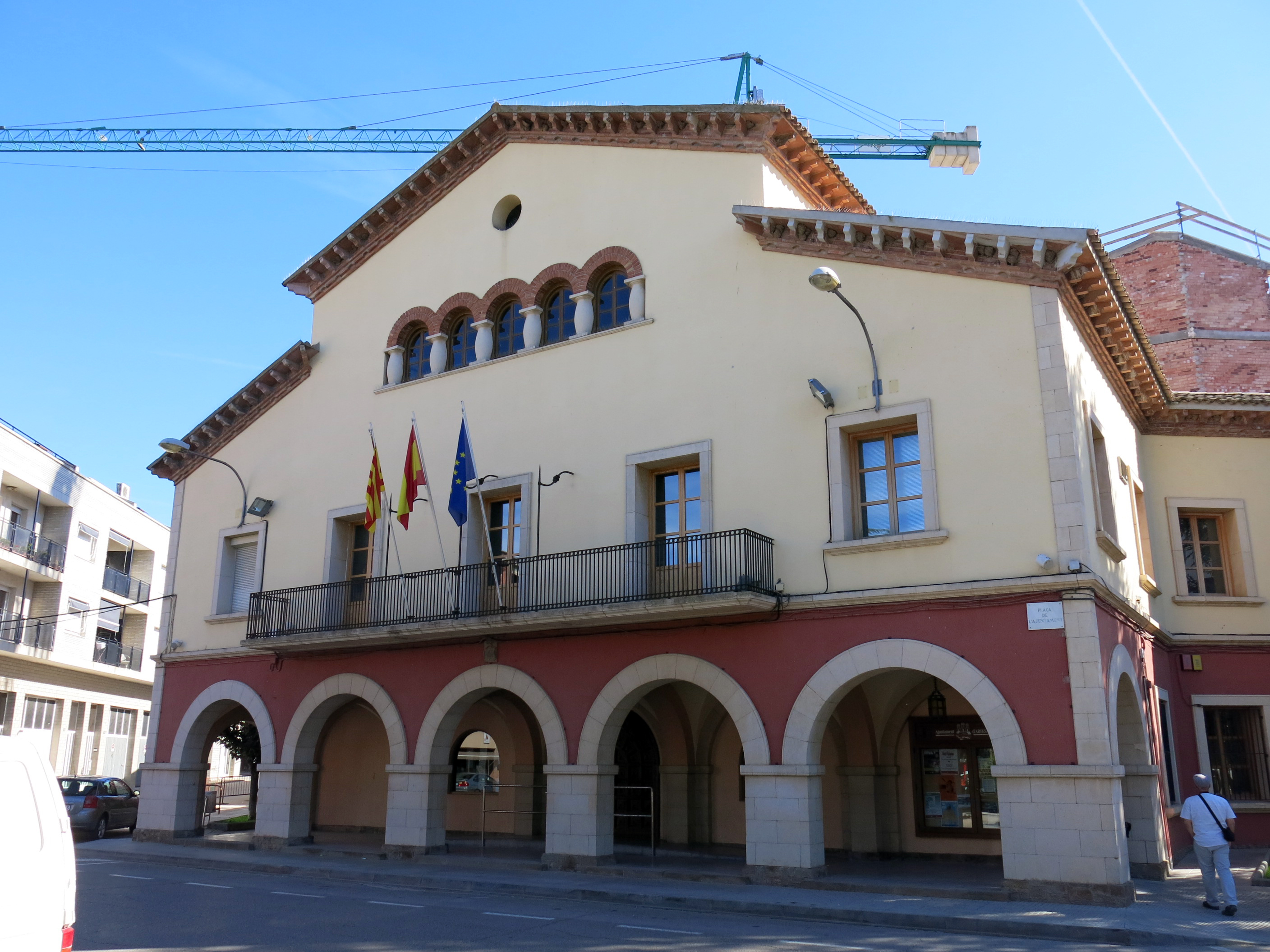
Ajuntament d'Artesa
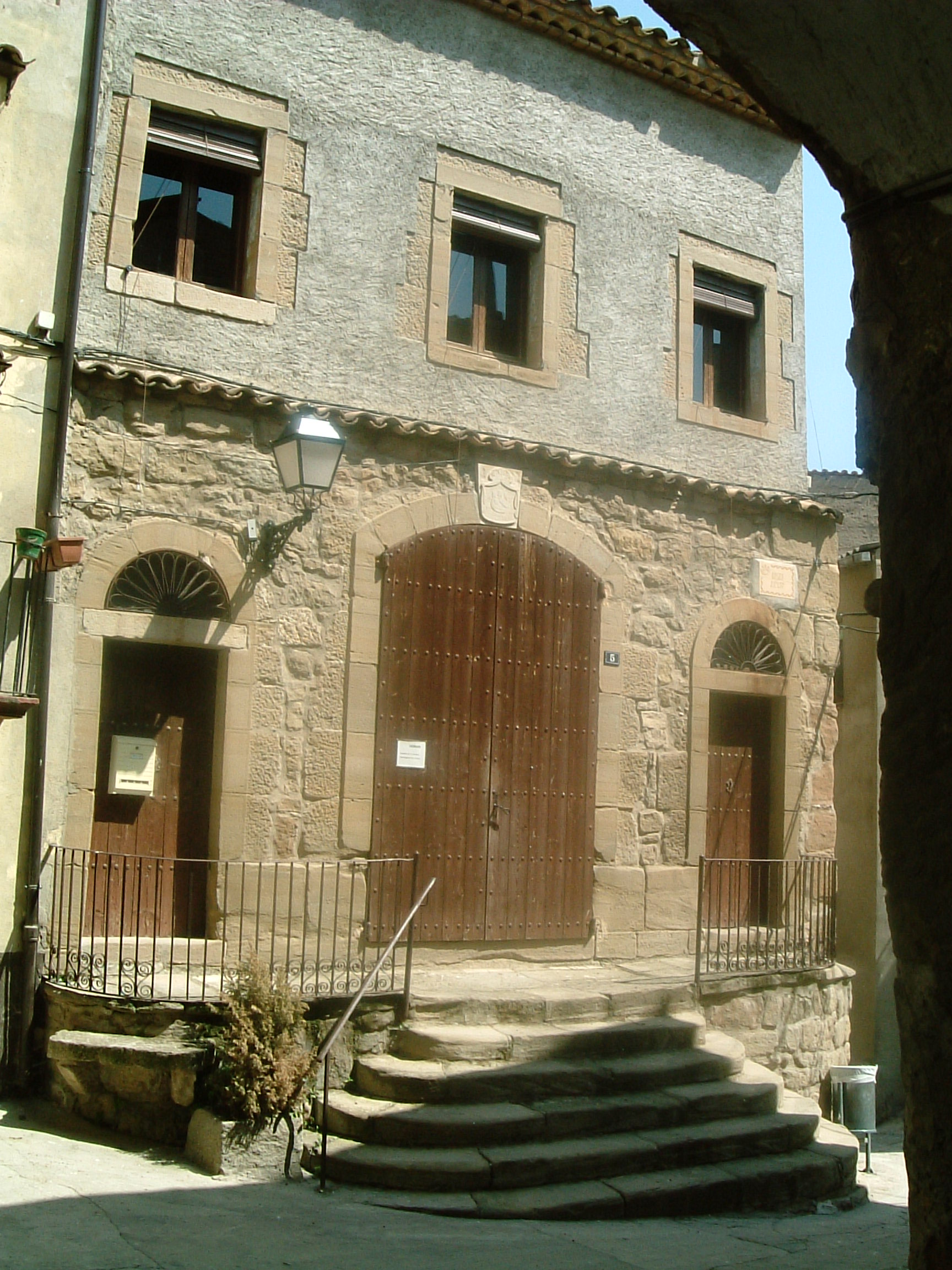
Museu d'Artesa i antic ajuntament de la ciutat